# حاج آرش
حاج آرش، روستایی از توابع بخش مرکزی شهرستان زنجان در استان زنجان ایران ا.

## جمعیت
این روستا در دهستان زنجانرودبالا قرار دارد و براساس سرشماری مرکز آمار ایران در سال ۱۳۸۵، جمعیت آن ۵۳۵ نفر (۱۴۹خانوار) بوده‌است.